# Somlói vár
A Somlói vár (vagy Somló-vár, Somló vára) Doba mellett található, a bazaltos Somló hegy északi oldalán, egy sűrű erdőben. A várat régen nehezen lehetett megközelíteni; a déli oldal előtt egy nyolc méteres száraz árok található, mely  egyik végén egy szakadékban, másik végén a hegyben végződik. A vár alaprajza szabálytalan, belső tornyokkal és több udvarral ellátott. A szakadékon egy épen megmaradt felvonóhíd vezet át, ami egy sikátorba torkollik, ez vezet most az előudvarhoz. Ezt a területet az őrség dongaboltozatos szálláshelyei határolják nyugatról, déli és keleti falait pedig kőrések szegélyezik. Az előudvarból egy felvonóhídon és egy szintén szűk sikátoron keresztül juthatunk el a belső udvarba. Itt található a vár legjellegzetesebb, hatszögletű tornya. Régi írások alapján a konyha helyezkedhetett el itt. Jelenleg úgy gondolják, a helyiség kápolnaként szolgálhatott.
A várrom 9845. számon nyilvántartott állami tulajdonú műemlék.

## Története

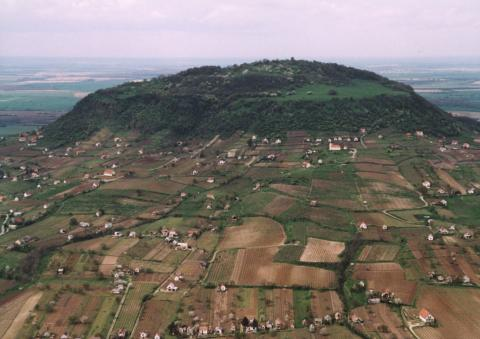
A Somló hegy

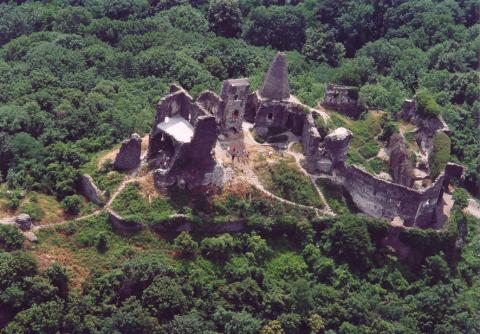
Somló – vár

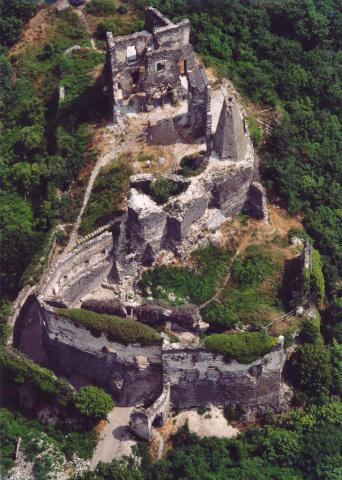
A vár légi fotón

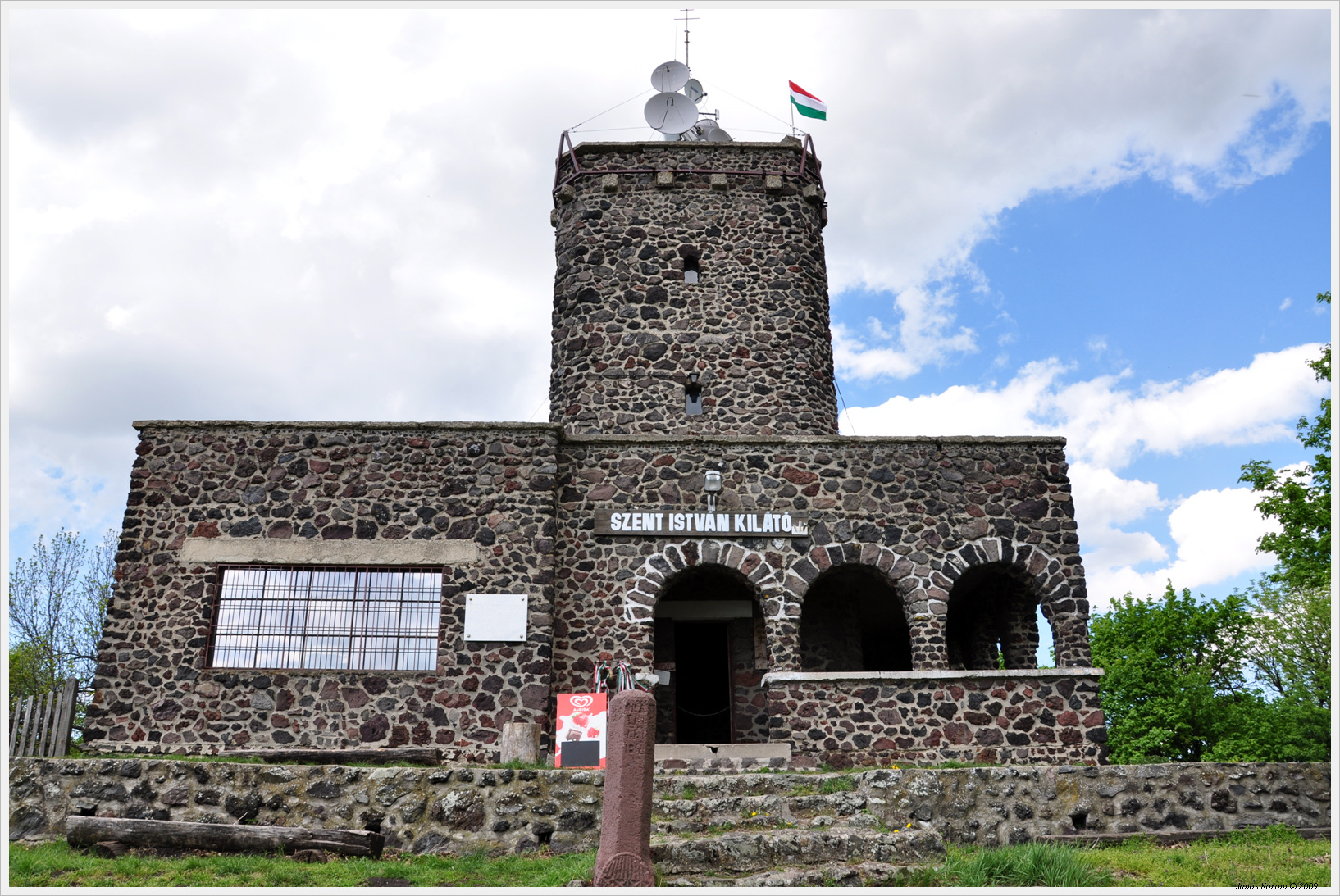
Kilátó a somlói vártól 3 kilométerre, a Somló-hegy legmagasabb pontján

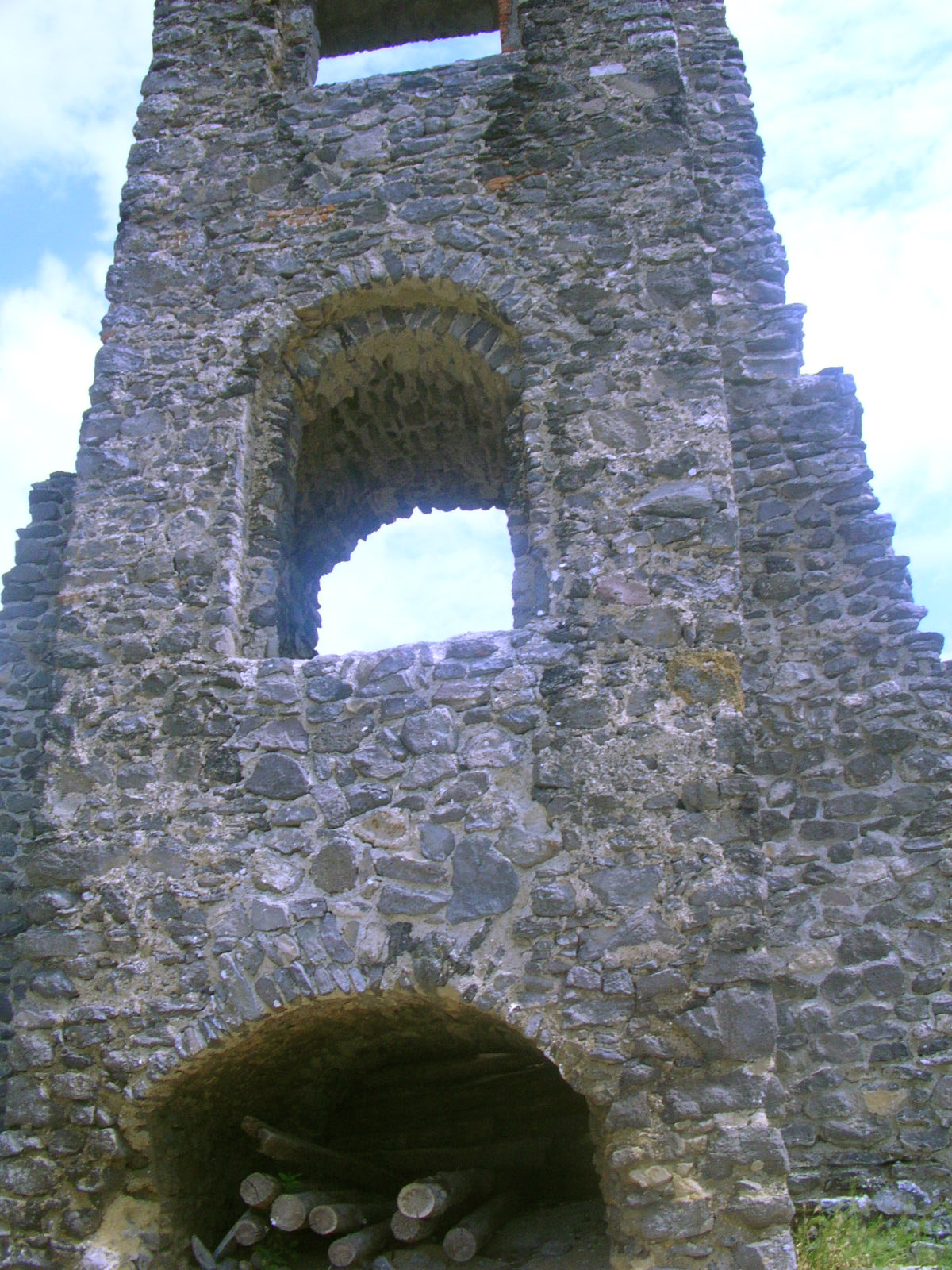
A vár tüzelőtornya és védtornyának mai egyetlen álló támasza.

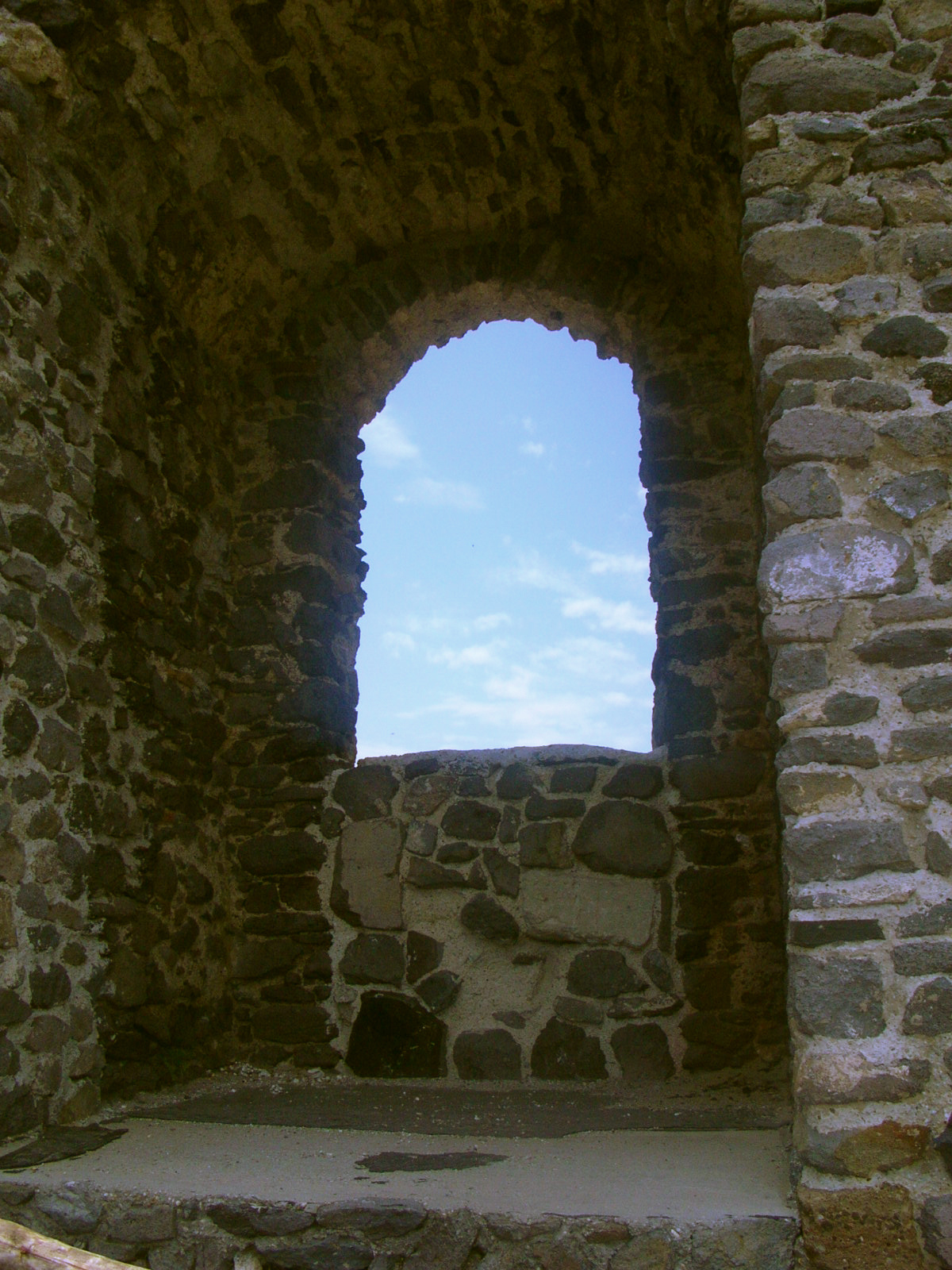
Őrtornya

A népnyelv szerint a tatárjárás után emelt kővár volt. Írásos emlék azonban csak 1352-ben említi először, amikor Nagy Lajos király Csenik fia Jánostól elvette és Heim fia Benedeknek adta. Az okirat castrum Somlo néven regisztrálja.
1370-80 között királyi vár volt. 1389-ben Garai Miklós nádor és testvérének kezébe került Zsigmond király adományaként, majd a Rozgonyiak tulajdonában volt 1443-63 között, de 1464 előtt elcserélték a tapsonyi Anthimiakkal. Ők Mátyás király ítélete miatt elveszítették a várat 1464-ben, így az új tulajdonosa Kanizsai László királyi lovászmester lett 1470-ig, amikor újra a Garai család kezére került. Adás-vételeket követően Mátyás király Kinizsi Pálnak ajándékozta a területet.
A várat ezután elzálogosítás, pénzügyi gondok sújtották. 1495-ben a Szapolyai-család tulajdonába került, akiktől még ebben az évben Erdődi Bakócz Tamás egri püspök vásárolta meg 12 ezer akkori aranyforintért. Ekkor kezdődött jelentős szerepe a térség életében.

### Bakócz Tamás és Somló vára
Bakócz Tamás a várat teljesen rendbe hozatta, ami tekintélyes pénzt emésztett fel vagyonából. A megfigyelő vár státuszú építményt szép olasz reneszánsz várkastéllyá építtette át. Egyházi rangjához híven a várban egy kápolnát létesített, miből addig hiánya volt az építménynek. A munkálatok során készültek a ma is látható faragott ajtó- és ablakkeretek és a kápolna tornya.
Bakócz az ország leggazdagabb főpapja lévén hadi ellátását és korszerű védelmet is fejlesztette a várnak. 
1498-tól
- két nagy ágyú,
- több (ismeretlen számú) kis ágyú,
- két seregbontó (löveg)

védte a várat.
Bakócz Tamás unokaöccsének Erdődy Péternek hagyta Somló várát végrendeletében. Az Erdődyek nem hagyták a várat veszteni méltóságából, továbbfejlesztették (főleg az uradalmi jobbágyok felszereléseit) és állandó katonai helyőrséget állítottak fel.

### Somló vára Mohács után
A mohácsi vész (1526) után a vár halálra volt ítélve, azonban az büszkén állta a kisebb török átvonuló csapatok támadásait. 1543-ban Somló vára alatt nagy török-magyar csata volt, amely 3000 török felkoncolásával ért véget. Nemcsak a környék, de az egész térség legerősebb magyar kézen lévő várává lépett elő.
Erdődy Péter 1548-ban annak érdekében, hogy egy másik családi területet visszavásárolhasson (Vörösvárat), Csoron Andrásnak elzálogosította, majd később el is adta a várat. A család tulajdonjoga a vár felett ezért néhány évszázadra megszakadt.
Csoron András a török elleni harc feladatát igen komolyan vette. Devecseren felépítette másik várkastélyát, s így a két erődítmény együtt biztosította a magyar területek védelmét az oszmán csapatok ellen. A térség lakossága nagy árat fizetett Csoronnak a fejlesztésért és a védelemért. „A hírhedt devecseri Csoronok” – így nevezték őket, mert jobbágyaikat komolyan sanyargatták élelmi ellátás címszaván, hogy erődítményeik utánpótlási vonalai kiépítettek legyenek. Miután apácákat zaklattak, fogtak hadianyaggyártásra, a Habsburgok, Magyarország új urai is felemelték a hangjukat.
Csoron halála után leányai birtokába került a vár, majd Csoron Annától 1597-ben a Listi család örökölte. Ez után hosszan tartó örökösödési per következett a királyi udvarral szemben. A vár állapota közben nagyon megromlott, és komoly veszélynek volt kitéve. A Listiek sorra elestek a török elleni harcokban. Végül a költőként is ismert Listi László lett a tulajdonos. A vár ura 1653-ban jelentette meg a mohácsi csatáról szóló kétkötetes verses krónikáját, amellyel beírta nevét az irodalomtörténetbe. Bakócz Tamás után ő volt a vár történetének legjelentősebb alakja. 1638-ban megerősítette az építményt. Mindezek mellett azonban törvényen kívüli volt, mert a Habsburgok gyilkosság, gyújtogatás, hamis pénz verése és rablás vádjával fővesztésre ítélték.

### A Rákóczi-szabadságharc és Somló vára
A Rákóczi-szabadságharc idején a vár északi helyzete miatt sokáig a császáriak kezén volt. Csak 1707-ben szabadította fel Vak Bottyán. 
A már idősödő kuruc tábornok rendbe hozatta, és a környék stratégiai pontja lévén hadianyagellátást biztosított a várnak. Az írásos forrásokban ekkor szerepel utoljára a somlói vár. A Rákóczi-szabadságharc után stratégiai szerepe végleg semmivé vált, és hosszas romlásnak indult.

### Ismét az Erdődyek kezén
Miután Sümeg vette át a térség katonailag legfontosabb szerepet, a vár renoválása figyelmen kívül maradt: csak 2 pattantyús ágyú védte. Sümegről küldtek időnként szakembereket, hogy rendbe hozzák az ágyúkat.
1721-től a somlói vár állapota siralmas volt. A Rákóczi-szabadságharc után az Erdődy család pert indított az elméletileg Csoron–Liszthy tulajdonban lévő (gyakorlatban senki földje) várért, amelyet Bakócz Tamás egykori ajándékozó-levele alapján követeltek vissza.
1735-ben az Erdődyek per után pénzhez nyúltak, hogy övék legyen a vár. A környék több települését, Alsóságot, Bándot, Szergényt, Dobát, Csúrt, Jánosházát is megvették. Hiába volt a vár érték vesztett, a falvak miatt így is hatvanhétezer forintjuk ment rá a visszaszerzésre. 1820-ra végül a várrom a teljes térséggel a kezükbe került. A vár újjáépítése helyett azonban inkább Dobán építettek fel egy újabb „Somlói várat”. Egészen 1945-ig voltak az Erdődyek a vár területének tulajdonosai, akkor a megszálló szovjet csapatok vették birtokba.
A várat 2017-től kezdődően a Nemzeti Várprogram keretében felújítják.

### Tulajdonosai
Okiratokban rögzített tulajdonosai, időrendi sorrendben:
- 1352. Heym fia Benedewknek (régies írásmódot őriz)
- 1383–89.  Zámbó Miklós
- 1389. Garai Miklós
- 1464. Kanizsai László
- 1479. Kinizsi Pál
- 1492 után Szapolyai István (elzálogosítás)
- 1495. Szapolyai család (adomány)
- 1495. Erdődy Bakócz Tamás
- 1517–1546 Erdődy Péter
- 1546. Csoron András (elzálogosítás)
- 1558. Csoron András (örök áron eladás)
- 1597–  Liszthy család
- –1707 Vak Bottyán (elfoglalás)
- 1735/1820–1945 Erdődy család
- 1945– Gróf család

## Elhelyezkedés, megközelítés
Doba külkerületében található. Személygépkocsival nem lehet elérni. Autóút csak a Somló hegy aljáig visz, onnantól biciklivel lehet kibetonozott úton haladva megközelíteni. Útközben táblák és turistajelzések segítik a tájékozódást.
Normál tempóban fél óra-háromnegyed óra alatt a hegy lábától el lehet érni.

### A Kinizsi-szikla

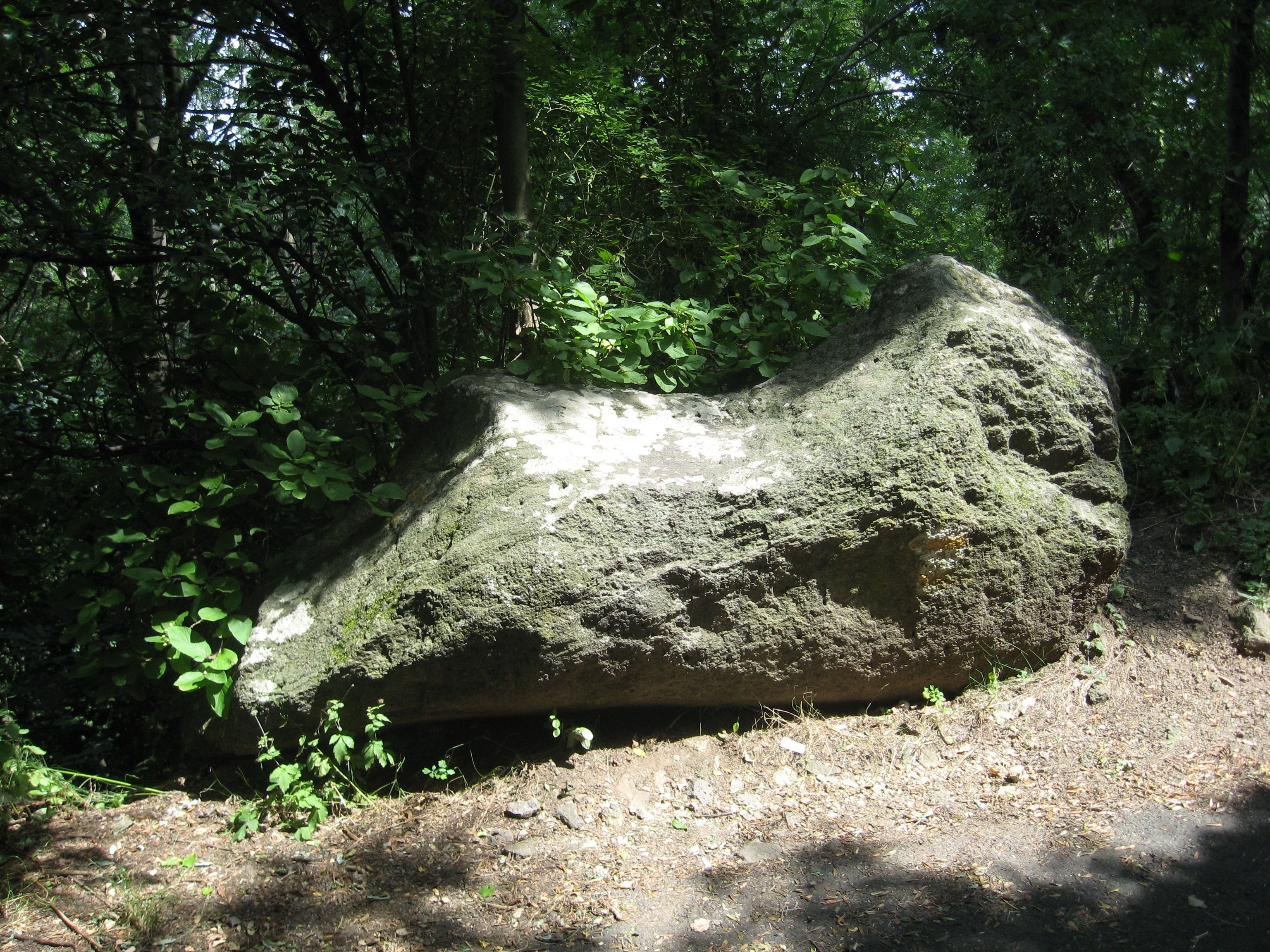
Kinizsi-szikla

Úton a vár felé megtekinthetjük a Kinizsi-szikla nevezetű követ. Ez egy bazaltszikla, melyen egy nyereg alakú mélyedés látható.
A környező fák által megfogott kődarab nevében őrzi a vár egykori tulajdonosának nevét. A felfele menő gyalogúttól egy méterre, közvetlen az út mellől nézhető meg. Bal oldalon kis csapás vezet az erdőbe, amelyről a szikladarab lecsiszolódott tetejére is fel lehet mászni.
A monda szerint ezen a sziklán pihent meg Kinizsi Pál, amikor a várat tulajdonába véve felgyalogolt, hogy megszemlélje az ajándékot. Meredek úton elfáradván leült a sziklára és az a nehéz teher alatt horpadt be.

## Érdekesség
A Magyar Posta 1960-ban megjelentette a Várak I. bélyegsorozatot, amelynek egyik tagján a somlói vár állt. Azonban a gyártásba hiba csúszott, az első ívekre a téves Somlyó nevet nyomtatták. A hibásan nyomtatott ívek nagy számban kerültek forgalomba, így a Somlyó feliratú tévnyomatok ma is gyakran előfordulnak a bélyeggyűjteményekben.

## Külső hivatkozások
- Somlói vár. Műemlékem.hu
- Fucskár Ágnes, Fucskár József Attila: Várak Magyarországon. Budapest, Alexandra Kiadó, 2015. 44-47. oldal. ISBN 978-963-357-649-6